# 3681 Boyan
A 3681 Boyan (ideiglenes jelöléssel 1974 QO2) a Naprendszer kisbolygóövében található aszteroida. Ljudmila Ivanovna Csernih fedezte fel 1974. augusztus 27-én.